# Ulrich Bittorf
Ulrich Bittorf (* 2. September 1959 in Bochum) ist ein ehemaliger deutscher Fußballspieler.

## Karriere
In der ersten Bundesliga absolvierte der Mittelfeldspieler von 1979 bis 1986 für den VfL Bochum, Bayer 04 Leverkusen und den 1. FC Nürnberg insgesamt 86 Spiele und erzielte dabei zehn Tore. Zudem war Bittorf in der 2. Bundesliga für den SC Herford, Rot-Weiß Oberhausen und SG Union Solingen aktiv. In 165 Zweitligaspielen kam er auf 17 Treffer.
Mit RWO musste der Mittelfeldspieler 1988 den Zwangsabstieg hinnehmen und wechselte nach Solingen, doch auch mit der Union folgte 1989 der Zweitligaabstieg in die Fußball-Oberliga Nordrhein. Daraufhin wechselte Ulrich Bittorf zum Ligakonkurrenten 1. FC Bocholt. Im Jahr 1991 zog es ihn zurück nach Oberhausen, wo er in der Verbandsliga Niederrhein seine Karriere ausklingen ließ.